# Recreio (ort)
Recreio är en ort i Brasilien.   Den ligger i kommunen Recreio och delstaten Minas Gerais, i den sydöstra delen av landet, 900 km sydost om huvudstaden Brasília. Recreio ligger 180 meter över havet och antalet invånare är 8 882.
Terrängen runt Recreio är platt åt nordost, men åt sydväst är den kuperad. Närmaste större samhälle är Leopoldina, 18,0 km väster om Recreio.
Omgivningarna runt Recreio är huvudsakligen savann. Runt Recreio är det glesbefolkat, med 15 invånare per kvadratkilometer.